# Grammostola andreleetzi
Espèce
Grammostola andreleetzi est une espèce d'araignées mygalomorphes de la famille des Theraphosidae.

## Distribution
Cette espèce est endémique d'Uruguay.

## Publication originale
- Vol, 2008 : Description d’une espèce naine de Grammostola Simon, 1892 (Araneae, Theraphosidae, Theraphosinae) provenant de l’Uruguay et notes sur sa biologie. L’Arachnologiste, vol. 1, p. 22-37.